# Chiesa di San Cleto

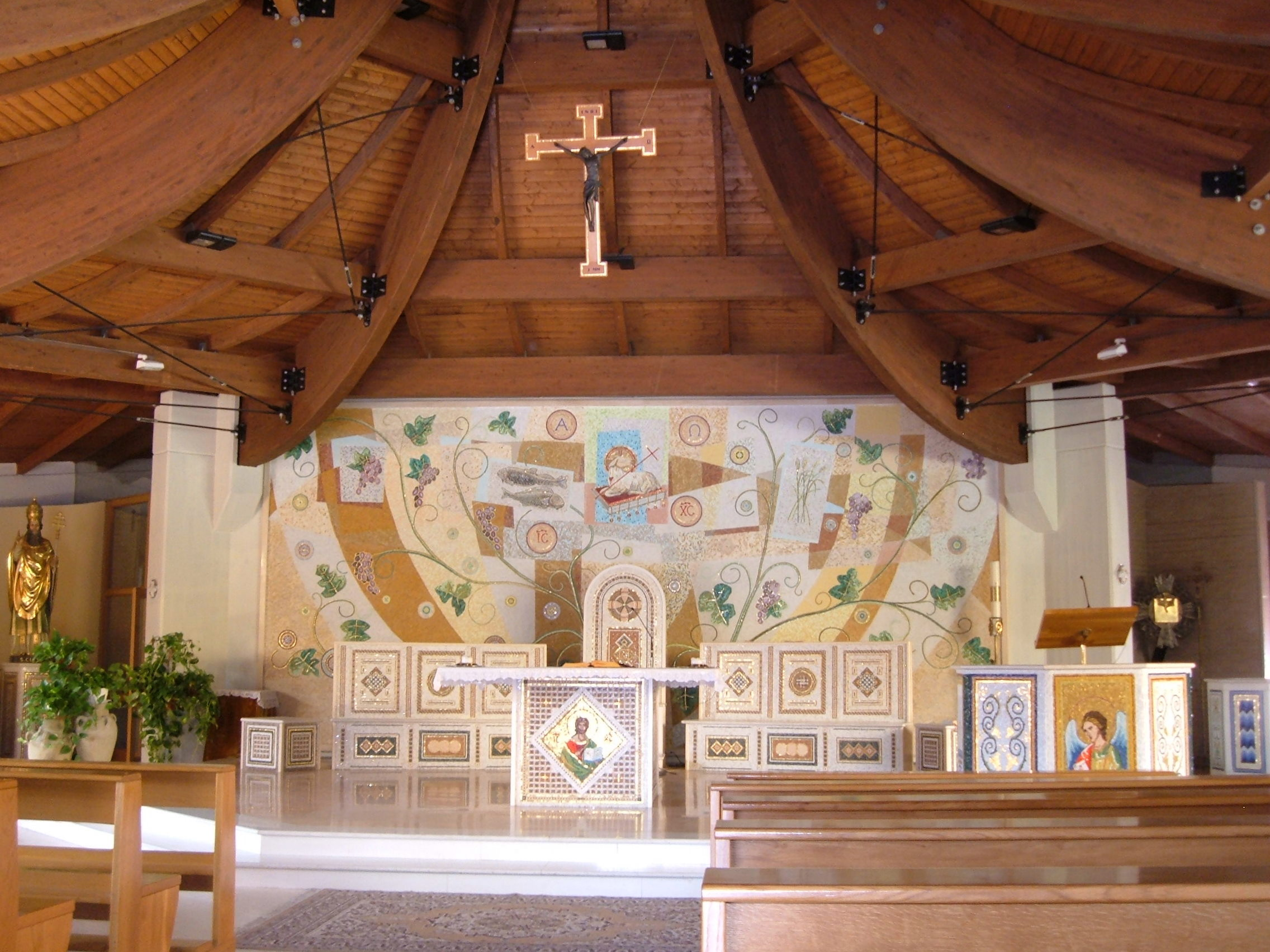
Interno della chiesa

La chiesa di San Cleto è una chiesa di Roma, nel quartiere San Basilio, in via Nicola Maria Nicolai.

## Storia
È stata costruita negli anni 1994-1995 su progetto dell'architetto Savelli e consacrata dal cardinale Camillo Ruini il 25 aprile 1996.
La chiesa è sede parrocchiale, eretta il 25 luglio 1965 con il decreto del cardinale vicario Luigi Traglia Supremi officii ed affidata ai preti della congregazione di Gesù Sacerdote.

## Descrizione
All'esterno, la chiesa si presenta come una tenda del deserto con una cuspide centrale che converge verso l'alto, e terminante con una lanterna a vetri policromi. La affianca una struttura di cemento armato che funge da campanile: in essa sono inserite tre piccole campane.
Nel pavimento dell'atrio d'ingresso si trova lo stemma di papa Giovanni Paolo II. L'interno della chiesa è a pianta circolare, con copertura in legno lamellare e pavimentazione in marmo di Carrara. Su progetti dell'architetto e sacerdote Giampiero Arabia, sono stati messi in opera l'altare, la sede, il battistero, l'ambone, la collocazione della Madonna ed il disegno della pavimentazione: il tutto con la tecnica del mosaico.
Grande effetto scenico è dato dalla parete di fondo del presbiterio, che ha come soggetto l'antico ed il nuovo Testamento, rappresentati da un'unica pianta di vite, che si apre in due rami: sul ramo di sinistra vi sono raffigurate dodici foglie a rappresentare le dodici tribù di Israele, con quattro grappoli d'uva che richiamano i quattro confini del mondo e dunque l'universalità del messaggio divino; sul ramo di destra vi sono invece undici foglie, in rappresentanza degli apostoli (ad eccezione del traditore Giuda) con tre grappoli d'uva, che richiamano la Trinità divina. La simbologia numerica prosegue con il numero sette, dato dai grappoli d'uva, ad indicare i sette sacramenti. Al centro della composizione si trova la figura dell’Agnello, che è in perfetta linea verticale con il Crocifisso che pende dall'alto e con l'immagine di Cristo maestro dell'altare. L'Agnello è circondato da quattro piccoli tondi in cui sono richiamati l'Alpha e l'Omega e i nomi abbreviati in greco di Gesù e Cristo. La composizione comprende inoltre altri elementi tipici dell'iconografia cristiana: le spighe di grano ed i pesci. Infine, è riconoscibile anche la presenza dell'immagine di un grande pesce, che attraversa tutto il mosaico.
La statua lignea della Madonna (Ortisei 1906) è inserita all'interno di una composizione in mosaico a forma di mandorla con stelle stilizzate. Le è a fianco una statua lignea di san Cleto, secondo successore di Pietro sulla cattedra della diocesi di Roma.
Alle pareti, una serie di vetrate danno luce all'ambiente: esse sono composte da 42 formelle in cui sono raffigurati alcuni episodi significativi dell'antico e del nuovo testamento, dalla creazione degli astri all'Annunciazione.